# Hubert Parot
Hubert André Parot (Athis-Mons, 23 de mayo de 1933–Fontainebleau, 15 de enero de 2015) fue un jinete francés que compitió en la modalidad de salto ecuestre.
Participó en dos Juegos Olímpicos de Verano, en los años 1972 y 1976, obteniendo una medalla de oro en Montreal 1976, en la prueba por equipos (junto con Jean-Marcel Rozier, Marc Roguet y Michel Roche). Ganó dos medallas de bronce en el Campeonato Europeo de Saltos Ecuestres, en los años 1973 y 1975.

## Palmarés internacional
| Juegos Olímpicos   | Juegos Olímpicos        | Juegos Olímpicos  | Juegos Olímpicos |
| Año                | Lugar                   | Medalla           | Categoría        |
| ------------------ | ----------------------- | ----------------- | ---------------- |
| 1976               | Montreal (RFA)          | Medalla de oro    | Por equipos      |
| Campeonato Europeo |                         |                   |                  |
| Año                | Lugar                   | Medalla           | Categoría        |
| 1973               | Hickstead (Reino Unido) | Medalla de bronce | Individual       |
| 1975               | Múnich (RFA)            | Medalla de bronce | Por equipos      |